# Helen Archdale
Helen Alexander Archdale, de soltera Russel, (Nenthorn, 25 de agosto de 1876 – St John's Wood, 8 de diciembre de 1949) fue una periodista, feminista y sufragista escocesa. Fue la impulsora y coordinadora de la delegación de Sheffield de la Unión Social y Política de las Mujeres (WSPU, por sus siglas en inglés) y, más tarde, su secretaria para las presas en Londres. 
Activa durante la Primera Guerra Mundial, Archdale puso en marcha en 1914 una granja de formación para trabajadoras agrícolas. En 1917, trabajó como administrativa en el Cuerpo Auxiliar del Ejército de la Reina María y, en 1918, se trasladó al departamento de mujeres del Ministerio del Servicio Nacional.

## Biografía
Nació en Nenthorn, Berwickshire, hija de Helen Evans (1834-1903), una de las siete de Edimburgo, el primer grupo de mujeres que se matriculó en una universidad británica, y de Alexander Russel (1814-1876), periodista escocés y director del periódico The Scotsman. Se educó en el St Leonard's School de Saint Andrews, y luego en la Universidad de Saint Andrews de 1893 a 1894, donde fue una de las primeras mujeres estudiantes.
En 1901, se casó con el capitán Theodore Montgomery Archdale, que estaba destinado en la India. No se sabe mucho de su estancia en la India. A su regreso a Escocia, en 1908, se afilió inmediatamente a la Unión Social y Política de las Mujeres (WSPU), convirtiéndose en la responsable de la delegación de Sheffield en 1910, contratando a la sufragista y política Adela Pankhurst como intendente y, en 1911, trasladándose a Londres y ocupando el puesto de secretaria para las presas.
Archdale también trabajó como escritora y periodista. Desde octubre de 1912, trabajó en varios puestos en la publicación de la WSPU The Suffragette, y desde 1915 escribió para su sucesora, Britannia. Fue la primera directora de la revista semanal política y literaria Time & Tide (con el subtexto tácito de "no esperar a ningún hombre"), fundada en 1920 por Margaret Rhondda. En la década de 1930, colaboró con artículos en The Times, Daily News, The Christian Science Monitor y The Scotsman.
Durante la Primera Guerra Mundial, ocupó varios puestos, incluido el Departamento de Mujeres del Ministerio de Servicio Nacional en el último año de la guerra. Puso en marcha una granja de formación para trabajadoras agrícolas, trabajó como administrativa en el Cuerpo Auxiliar del Ejército de la Reina María desde 1917, y en 1918 trabajó en el departamento de mujeres del Ministerio de Servicio Nacional.

## Vida política

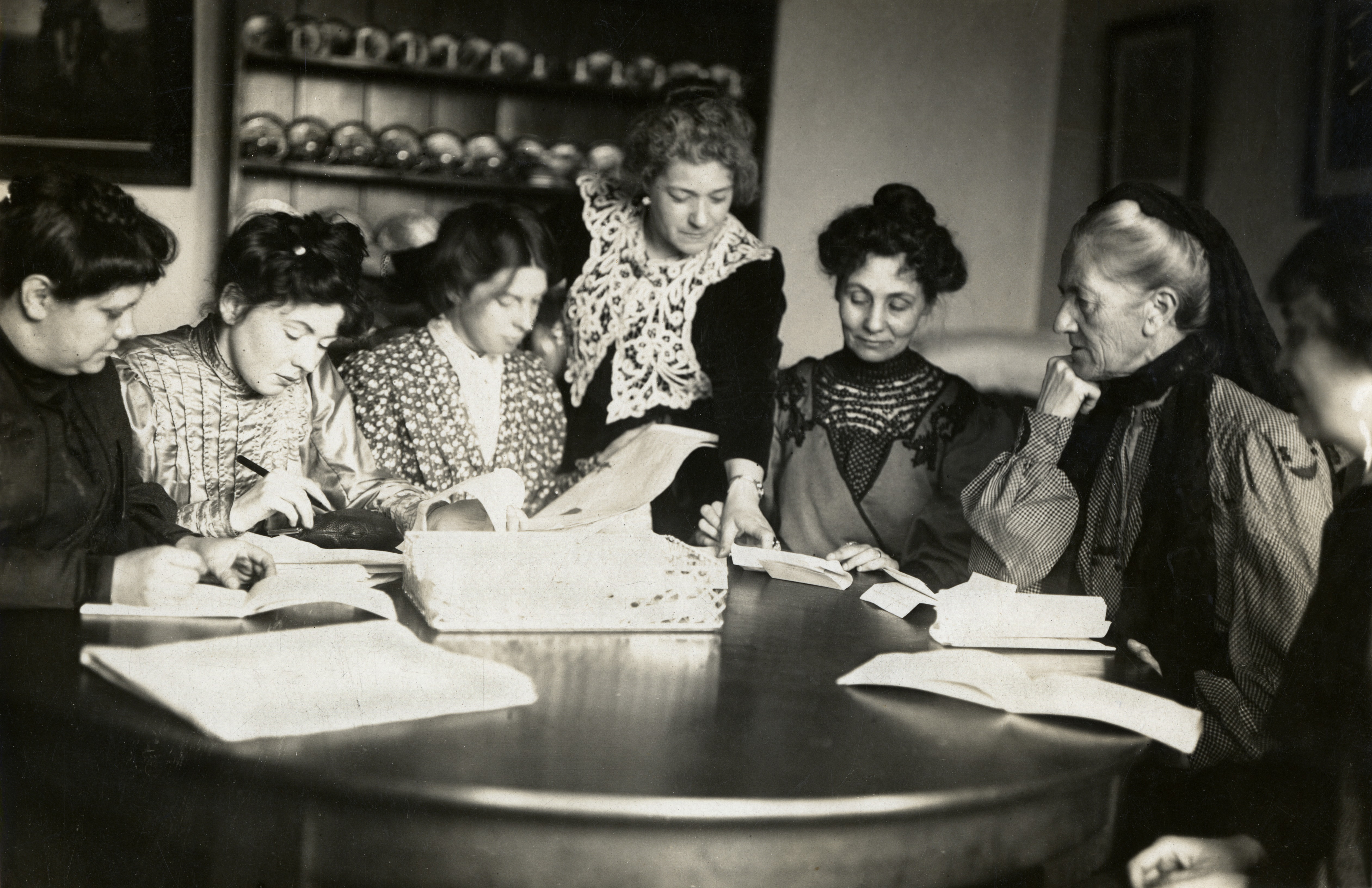
Reunión de las líderes de la Unión Social y Política de las Mujeres (WSPU), Flora Drummond, Christabel Pankhurst, Annie Kenny, Emmeline Pankhurst, Charlotte Despard y otras dos. 1906 – 1907

Archdale participó en una manifestación de la WSPU en Edimburgo el 9 de octubre de 1909. Ese mismo mes fue detenida junto con Hannah Mitchell, Adela Pankhurst, Maud Joachim y Catherine Corbett en Dundee. Fueron condenadas por alteración del orden público tras interrumpir una reunión celebrada por el primer ministro Winston Churchill, en la que se había excluido a las mujeres. Tras su detención, el 20 de octubre, todas se pusieron en huelga de hambre y fueron liberadas después de cuatro días de los diez que llevaban en prisión. El director de la prisión y el supervisor médico consideraron que, debido a su "constitución", Archdale "sería especialmente difícil de alimentar por la fuerza".
En diciembre de 1911, Archdale fue condenada a dos meses de prisión por romper ventanas en Whitehall. Su hija, Betty Archdale (1907-2000), recordaba haber recogido piedras para que su madre las usara, y haberla visitado en la prisión de Holloway.

Archdale fue la secretaria, y más tarde secretaria internacional, del Six Point Group, un grupo de propaganda feminista británico fundado por Margaret Rhondda en 1921 para presionar por cambios en la legislación del Reino Unido en seis áreas:

1. Legislación satisfactoria sobre la agresión infantil.
2. Legislación satisfactoria para la madre viuda.
3. Legislación satisfactoria para la madre soltera y su hijo.
4. Igualdad de derechos de tutela para los padres casados.
5. Igualdad salarial para los profesores.
6. Igualdad de oportunidades para hombres y mujeres en la administración pública.

– Spartacus Educational, Helen Archdale.
En 1926, Archdale y Rhondda fundaron la organización feminista Open Door Council con Chrystal Macmillan y Elizabeth Abbott. El Open Door Council se creó para promover la igualdad de oportunidades económicas para las mujeres, centrándose en la emancipación económica. Se opuso a la ampliación de la legislación protectora de la mujer, por considerarla restrictiva, y argumentó que impedía de hecho a las mujeres acceder a trabajos mejor remunerados, como la minería. Archdale también participó activamente en la versión internacional, Open Door International, fundada en 1929 con Chrystal Macmillan como presidenta.
En 1927, comenzó a trabajar en Ginebra, abogando por un Tratado de Igualdad de Derechos en la Sociedad de las Naciones a principios de la década de 1930. La Sociedad de las Naciones fue la primera organización internacional cuya misión principal era mantener la paz mundial. Se convirtió en secretaria del Comité de Enlace de las Organizaciones Internacionales de Mujeres, creado en 1931 como una coalición para promover la igualdad de derechos, el desarme y la representación de las mujeres en la Sociedad de las Naciones. De 1929 a 1934, trabajó en la presidencia de Equal Rights International, fundada en La Haya, una organización dedicada a promover la igualdad de las mujeres y los hombres en la ley y en el trabajo. A finales de la década de 1930, se afilió al Partido Mundial de la Mujer.

## Vida personal
El 9 de octubre de 1901, Archdale se casó con el capitán, más tarde teniente coronel, Theodore Montgomery Archdale (1875-1918), que en ese momento estaba destinado en la India. Pasó sus primeros años de matrimonio en Lancashire y en la India. La pareja tuvo dos hijos y una hija. Archdale parece haber estado separada de su marido desde aproximadamente 1913. Según su biógrafo, David Doughan, mantuvo una relación con Lady Margaret Rhondda: "A principios de la década de 1920, compartía un apartamento y, junto con su familia, una casa de campo (Stonepits, Kent) con Lady Rhondda".
Helen Archdale murió el 8 de diciembre de 1949 en 17 Grove Court, St John's Wood, Londres.